# Carni
I Carni erano un popolo di lingua e cultura celtiche storicamente stanziato, a partire dal IV secolo a.C., nella regione alpina orientale..

## Storia

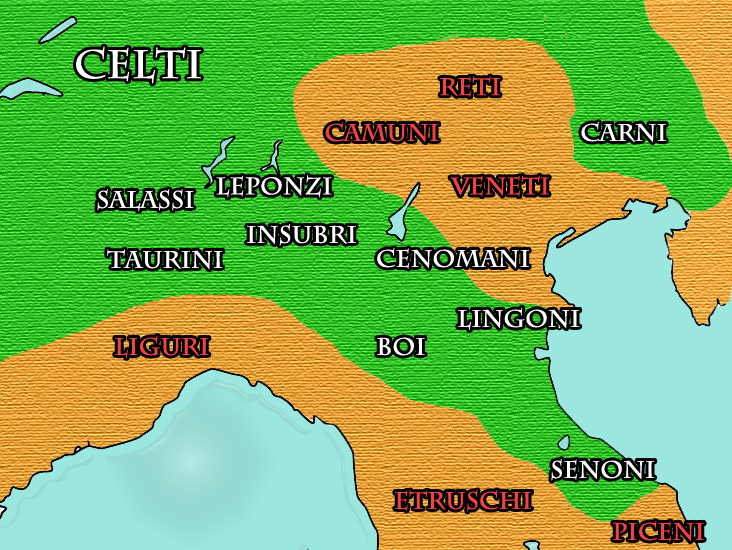
Le popolazioni della Gallia cisalpina.

Dalle originarie pianure tra Reno e Danubio i Carni si insediarono, intorno al 400 a.C., in parti più o meno ampie delle attuali regioni del Friuli, Stiria, Carinzia e Slovenia nord-occidentale. Ben presto i Carni entrarono in contatto con i Veneti e con gli Histri, i Liburni e i Giapidi che avevano dato vita alla Cultura dei castellieri, nonché probabilmente con gli autoctoni Reti. Diedero il loro nome alla Carnia, alla Carniola, alla Carinzia e al Carso.
L'assoggettamento all'Impero romano ebbe luogo a partire dagli inizi del II secolo a.C. (con la fondazione della colonia romana di Aquileia), concludendosi tra il 15 novembre e l'8 dicembre del 115 a.C., quando il console Marco Emilio Scauro trionfò sui Carni, che fecero atto di sottomissione. Fu quindi loro concesso di popolare e colonizzare la pianura compresa tra il Livenza e le Prealpi Giulie, che avevano già tentato di occupare precedentemente in contrasto con Romani e Veneti.
Si governarono autonomamente in queste zone dell'alto Friuli e del Cadore fino al 50 a.C. circa, quando, su ordine di Gaio Giulio Cesare, i Romani conquistarono anche la zona Alpina Friulana. Sembra però che i Carni furono menzionati da Appiano di Alessandria nel corso delle campagne militari di Ottaviano in Illirico (35-33 a.C.). Questo popolo fu, pertanto, combattuto nuovamente dai Romani, forse perché si erano ribellati o non erano ancora stati del tutto sottomessi.
Subito dopo la loro conquista, si avviò una progressiva latinizzazione del loro linguaggio celtico, che porterà intorno al X secolo dopo Cristo alla formazione della lingua friulana e della lingua ladina.
Nei secoli successivi, sotto le pressioni di genti slave a est e germaniche a nord, l'area montana popolata dai Carni latinizzati si contrasse progressivamente riducendosi alla sola Carnia ed alla pianura friulana, accettando contributi migratori sia dalla Carniola e dalla Carinzia, sia da altre zone dell'Impero. Il fenomeno si stabilizzò probabilmente sotto la dominazione longobarda del Friuli. Tale assetto etnico fu determinante nello sviluppo della particolare cultura del Friuli, e nell'etnogenesi del popolo friulano.